# Acnistus
Acnistus é um género de plantas com flor da família Solanaceae, presentemente considerado como monotípico, tendo como única espécie Acnistus arborescens (fruta-do-sabiá).

## Espécies
- Acnistus arborescens (fruta-do-sabiá)